# 레일라 리디아 투우툴루
레일라 리디아 투우툴루(튀르키예어: Leyla Lydia Tuğutlu, 1989년 10월 29일 ~ )는 튀르키예, 독일의 배우, 모델, 미인대회 우승자이다. 2008 미스 터키 우승자이자, 2008 미스 월드에 터키 대표로 참가했다.